# Skywalker 1999
Skywalker 1999 je debutové studiové album německého trancového producenta a DJe Kai Tracid. Album vyšlo v Německu 4. ledna 1999.

## Seznam skladeb
| Pořadí | Název                | Zpěv                   | Délka |
| ------ | -------------------- | ---------------------- | ----- |
| 1.     | Intro                | Simone Laifle          | 0:53  |
| 2.     | I Can Read Your Mind | Simone Laifle          | 7:14  |
| 3.     | Liquid Skies         | Jade 4U                | 3:55  |
| 4.     | Skywalker            | Kai Tracid             | 7:15  |
| 5.     | Dawn of Time         | Simone Laifle          | 6:26  |
| 6.     | Your Own Reality     | Kai Tracid, Ruth Perry | 4:38  |
| 7.     | Making Friends       | Simone Laifle          | 7:00  |
| 8.     | Dance For Eternity   | Ruth Perry             | 4:01  |
| 9.     | So Simple            | Simone Laifle          | 7:01  |
| 10.    | Sync Source          |                        | 6:54  |
| 11.    | Destructions         | Simone Laifle          | 7:57  |
| 12.    | 180° Bassdrum        | Daniel Kristofic       | 6:34  |

* Poznámka: Na produkci třetí skladby (Liquid Skies) se podílel Torsten Stenzel a napsali ji společně Kai Tracid, Torsten Stenzel a Werner Weimar.

## Singly
Album obsahuje tři následující singly:
- Your Own Reality – vydán 1997
- Dance For Eternity – vydán 1998
- Liquid Skies – vydán 1998